# East Zway
East Zway je anglický název větší oblasti struskových kuželů a lávových kuželů, nacházející se na jižním a východním břehu jezera Ziwaj Hájka (angl. Zway) v Etiopii, přičemž některé sopečné formy vytvářejí ostrůvky na východním břehu. Celkový počet erupčních center pole East Zway je asi 80 a jejich stáří je odhadováno na holocén.